# Gushiegu
Le district de Gushiegu est l’un des 20 districts de la Région du Nord du Ghana.